# Maaseik (okręg)
Maaseik (nld. Arrondissement Maaseik, fr. Arrondissement administratif de Maaseik, niem. Bezirk Maaseik) – okręg w północnej Belgii, w Regionie Flamandzkim, w prowincji Limburgia.  

## Podział administracyjny
Okręg podzielony jest na dwanaście gmin (nld. gemeente, fr. commmune, niem. Gemeinde), w skład których wchodzą 34 dzielnice (deelgemeente)
| - Bocholt - Kaulille - Reppel - Bree (Brée), miasto - Beek - Gerdingen - Opitter - Tongerlo - Dilsen-Stokkem (Dilsen-Stockem), miasto - Dilsen - Elen - Lanklaar - Rotem - Stokkem - Hamont-Achel, miasto - Achel - Hamont | - Hechtel-Eksel - Eksel - Hechtel - Houthalen-Helchteren - Helchteren - Houthalen - Kinrooi - Kessenich - Molenbeersel - Ophoven - Lommel, miasto - Maaseik (Maeseyck), miasto - Neeroeteren - Opoeteren | - Oudsbergen - Ellikom - Gruitrode - Meeuwen - Neerglabbeek - Opglabbeek - Wijshagen - Peer, miasto - Grote-Brogel - Kleine-Brogel - Wijchmaal - Pelt - Neerpelt - Overpelt - Sint-Huibrechts-Lille (Lille-Saint-Hubert) |